# Spanish Fly
Spanish Fly was een avant-garde-jazz-trio uit New York. Het trio bestond uit Steven Bernstein (trompet), David Tronzo (gitaar) en Marcus Rojas (tuba). De groep bracht twee albums uit.

## Discografie
- Fly by Night, Accurate Records, 1994
- Rags to Britches (live-opnames), Knitting Factory Works, 1994